# John Poyner
John Poyner é um sonoplasta estadunidense. Venceu o Oscar de melhor edição de som na edição de 1968 por The Dirty Dozen.